# Filip Polášek
Filip Polášek (* 21. července 1985 Zvolen) je slovenský profesionální tenista, specializující se na čtyřhru. Ve své dosavadní kariéře na okruhu ATP Tour vyhrál sedmnáct deblových turnajů. Po boku Chorvata Ivana Dodiga vyhrál Australian Open 2021, kde se stal prvním slovenským mužem ve finále grandslamové čtyřhry. Na challengerech ATP a okruhu ITF získal třicet tři titulů ve čtyřhře.
Na žebříčku ATP byl ve dvouhře nejvýše klasifikován v listopadu 2007 na 555. místě a ve čtyřhře pak v únoru 2020 na 7. místě. Trénuje ho bývalý spoluhráč Leoš Friedl.
Kariéru poprvé ukončil v listopadu 2013 pro vyhřezlou meziobratlovou ploténku s uskřinutím nervu způsobujícím bolest levé dolní končetiny. Následně čtyři a půl roku nedržel raketu v ruce a pracoval jako šéftrenér oddílu v Piešťanech.
Poté, co trénoval s Mikem Bryanem, se k profesionálnímu tenisu vrátil na červnovém Poprad-Tatry ATP Challenger 2018, kde odehrál čtyřhru s Patrikem Riklem. Do okruhu ATP Tour v obnovené kariéře poprvé zasáhl o rok později, na červnovém Antalya Open 2019. Po boku Chorvata Ivana Dodiga skončili jako poražení finalisté. Na navazujícím Wimbledonu se premiérově probojoval do semifinále grandslamu, aby v něm s Chorvatem podlehli Mahutovi s Rogerem-Vasselinem. Další dva turnaje v páru Philippem Oswaldem znamenali finálovou účast, z nichž v trofej proměnil rakouský Generali Open Kitzbühel 2019. Premiérový masters si pak odvezl s Dodigem o dva týdny později ze cincinnatského Western & Southern Open 2019 po výhře nad kolumbijskými světovými jedničkami Cabalem a Farahem.
Ve slovenském daviscupovém týmu debutoval v roce 2008 utkáním 1. skupiny zóny Evropy a Afriky proti Gruzii, v němž vyhrál dvouhru nad Osadzem i čtyřhru s Mertinákem. Slováci postoupili do baráže o Světovou skupinu po vítězství 4:1 na zápasy. Do roku 2022 v soutěži nastoupil k sedmnácti mezistátním utkáním s bilancí 1–0 ve dvouhře a 13–4 ve čtyřhře.
V letech 2008 a 2019 se stal mužským vítězem slovenské ankety Tenista roku. S partnerkou Karin má dcery Karolínu (nar. 2017)
a Olívii-Viktórii (nar. 2021), která se narodila dva dny před ziskem trofeje na Australian Open.

## Finále na Grand Slamu

### Mužská čtyřhra: 1 (1–0)
| Stav  | rok  | turnaj          | povrch | spoluhráč  | soupeři ve finále        | výsledek |
| ----- | ---- | --------------- | ------ | ---------- | ------------------------ | -------- |
| Vítěz | 2021 | Australian Open | tvrdý  | Ivan Dodig | Rajeev Ram Joe Salisbury | 6–3, 6–4 |

## Finále na okruhu ATP Tour
| Legenda (před/od 2009)                               |
| D – dvouhra; Č – čtyřhra                             |
| Grand Slam (1–0 Č)                                   |
| Turnaj mistrů (0)                                    |
| ATP Masters Series / ATP Tour Masters 1000 (2–0 Č)   |
| ATP International Series Gold / ATP Tour 500 (1–4 Č) |
| ATP International Series / ATP Tour 250 (13–14 Č)    |

### Čtyřhra: 35 (17–18)
| Stav      | č.  | datum          | turnaj                                | povrch    | spoluhráč         | soupeři ve finále                     | výsledek              |
| --------- | --- | -------------- | ------------------------------------- | --------- | ----------------- | ------------------------------------- | --------------------- |
| Finalista | 1.  | duben 2008     | Valencie, Španělsko                   | antuka    | Travis Parrott    | Máximo González Juan Mónaco           | 5–7, 5–7              |
| Vítěz     | 1.  | červenec 2008  | Gstaad, Švýcarsko                     | antuka    | Jaroslav Levinský | Stéphane Bohli Stanislas Wawrinka     | 3–6, 6–2, [11–9]      |
| Vítěz     | 2.  | říjen 2008     | Petrohrad, Rusko                      | tvrdý (h) | Travis Parrott    | Rohan Bopanna Max Mirnyj              | 3–6, 7–6(7–4), [10–8] |
| Finalista | 2.  | únor 2009      | Memphis, Spojené státy                | tvrdý (h) | Travis Parrott    | Mardy Fish Mark Knowles               | 6–7(7–9), 1–6         |
| Finalista | 3.  | červen 2009    | Eastbourne, Spojené království        | tráva     | Travis Parrott    | Mariusz Fyrstenberg Marcin Matkowski  | 4–6, 4–6              |
| Vítěz     | 3.  | červenec 2009  | Båstad, Švédsko                       | antuka    | Jaroslav Levinský | Robert Lindstedt Robin Söderling      | 1–6, 6–3, [10–7]      |
| Finalista | 4.  | červenec 2009  | Hamburk, Německo                      | antuka    | Marcelo Melo      | Simon Aspelin Paul Hanley             | 3–6, 3–6              |
| Finalista | 5.  | červenec 2009  | Gstaad, Švýcarsko                     | antuka    | Jaroslav Levinský | Marco Chiudinelli Michael Lammer      | 5–7, 3–6              |
| Finalista | 6.  | červen 2010    | Halle, Německo                        | tráva     | Martin Damm       | Serhij Stachovskyj Michail Južnyj     | 6–4, 5–7, [7–10]      |
| Vítěz     | 4.  | srpen 2010     | Umag, Chorvatsko                      | antuka    | Leoš Friedl       | František Čermák Michal Mertiňák      | 6–3, 7–6(9–7)         |
| Vítěz     | 5.  | květen 2011    | Bělehrad, Srbsko                      | antuka    | František Čermák  | Oliver Marach Alexander Peya          | 7–5, 6–2              |
| Finalista | 7.  | červenec 2011  | Hamburk, Německo                      | antuka    | František Čermák  | Oliver Marach Alexander Peya          | 4–6, 1–6              |
| Vítěz     | 6.  | červenec 2011  | Gstaad, Švýcarsko (2)                 | antuka    | František Čermák  | Christopher Kas Alexander Peya        | 6–3, 7–6(9–7)         |
| Finalista | 8.  | říjen 2011     | Kuala Lumpur, Malajsie                | tvrdý (h) | František Čermák  | Eric Butorac Jean-Julien Rojer        | 1–6, 3–6              |
| Finalista | 9.  | říjen 2011     | Tokio, Japonsko                       | tvrdý     | František Čermák  | Andy Murray Jamie Murray              | 1–6, 4–6              |
| Vítěz     | 7.  | říjen 2011     | Moskva, Rusko                         | tvrdý (h) | František Čermák  | Carlos Berlocq David Marrero          | 6–3, 6–1              |
| Vítěz     | 8.  | leden 2012     | Dauhá, Katar                          | tvrdý     | Lukáš Rosol       | Christopher Kas Philipp Kohlschreiber | 6–3, 6–4              |
| Finalista | 10. | leden 2012     | Auckland, Nový Zéland                 | tvrdý     | František Čermák  | Oliver Marach Alexander Peya          | 3–6, 2–6              |
| Vítěz     | 9.  | květen 2012    | Mnichov, Německo                      | antuka    | František Čermák  | Xavier Malisse Dick Norman            | 6–4, 7–5              |
| Finalista | 11. | květen 2012    | Nice, Francie                         | antuka    | Oliver Marach     | Bob Bryan Mike Bryan                  | 6–7(5–7), 3–6         |
| Finalista | 12. | říjen 2012     | Vídeň, Rakousko                       | tvrdý (h) | Julian Knowle     | Andre Begemann Martin Emmrich         | 4–6, 6–3, [4–10]      |
| Finalista | 13. | leden 2013     | Dauhá, Katar                          | tvrdý     | Julian Knowle     | Christopher Kas Philipp Kohlschreiber | 5–7, 4–6              |
| Vítěz     | 10. | únor 2013      | Záhřeb, Chorvatsko                    | tvrdý (h) | Julian Knowle     | Ivan Dodig Mate Pavić                 | 3–6, 3–6              |
| Vítěz     | 11. | duben 2013     | Casablanca, Maroko                    | antuka    | Julian Knowle     | Dustin Brown Christopher Kas          | 6–3, 6–2              |
| Finalista | 14. | červen 2019    | Antalya, Turecko                      | tráva     | Ivan Dodig        | Jonatan Erlich Artem Sitak            | 3–6, 4–6              |
| Finalista | 15. | červenec 2019  | Gstaad, Švýcarsko                     | antuka    | Philipp Oswald    | Sander Gillé Joran Vliegen            | 4–6, 3–6              |
| Vítěz     | 12. | srpen 2019     | Kitzbühel, Rakousko                   | antuka    | Philipp Oswald    | Sander Gillé Joran Vliegen            | 6–4, 6–4              |
| Vítěz     | 13. | srpen 2019     | Cincinnati, Spojené státy             | tvrdý     | Ivan Dodig        | Juan Sebastián Cabal Robert Farah     | 4–6, 6–4, [10–6]      |
| Vítěz     | 14. | říjen 2019     | Peking, Čína                          | tvrdý     | Ivan Dodig        | Łukasz Kubot Marcelo Melo             | 6–3, 7–6(7−4)         |
| Finalista | 16. | leden 2020     | Adelaide, Austrálie                   | tvrdý     | Ivan Dodig        | Máximo González Fabrice Martin        | 6–7(12–14), 3–6       |
| Finalista | 17. | 12. ledna 2021 | Antalya, Turecko                      | tvrdý     | Ivan Dodig        | Nikola Mektić Mate Pavić              | 2–6, 4–6              |
| Vítěz     | 15. | 21. února 2021 | Australian Open, Melbourne, Austrálie | tvrdý     | Ivan Dodig        | Rajeev Ram Joe Salisbury              | 6–3, 6–4              |
| Finalista | 18. | 3. října 2021  | San Diego, Spojené státy              | tvrdý     | John Peers        | Joe Salisbury Neal Skupski            | 6–7(2–7), 6–3, [5–10] |
| Vítěz     | 16. | 16. října 2021 | Indian Wells, Spojené státy           | tvrdý     | John Peers        | Aslan Karacev Andrej Rubljov          | 6–3, 7–6(7–5)         |
| Vítěz     | 17. | 10. ledna 2022 | Sydney, Austrálie                     | tvrdý     | John Peers        | Simone Bolelli Fabio Fognini          | 7–5, 7–5              |

## Postavení na konečném žebříčku na konci sezóny

### Dvouhra
| Rok    | 2003  | 2004    | 2005   | 2006   | 2007   | 2008   | 2009–11 | 2012  |
| Pořadí | 1405. | ▲ 1339. | ▲ 854. | ▲ 648. | ▼ 651. | ▼ 813. | —       | 1557. |

### Čtyřhra
| Rok    | 2003  | 2004   | 2005   | 2006   | 2007   | 2008  | 2009  | 2010  | 2011  | 2012  | 2013  | 2014–17 | 2018 | 2019  | 2020  | 2021 |
| Pořadí | 1520. | ▲ 489. | ▲ 280. | ▼ 304. | ▲ 108. | ▲ 36. | ▲ 31. | ▼ 43. | ▲ 24. | ▼ 32. | ▼ 54. | —       | 159. | ▲ 13. | ▲ 17. | ▲ 9. |